# Beijing Review
Pékin Information
Beijing Review (en français Beijing Information, en chinois : 北京周報 ; pinyin : běi jīng zhōu bào) est un magazine d’informations national, une maison d’éditions et un site internet d’informations chinois publié par l’entreprise publique China International Publishing Group en langue anglaise, et dans plusieurs autres langues. Le magazine revendique un tirage de 70 000 exemplaires, et une distribution « à travers la Chine et 150 pays et régions du monde ».

## Description générale
Fondée en mars 1958 sous le nom de Peking Review (Pékin Information), c’est un outil de communication pour le gouvernement de la république populaire de Chine. Le premier numéro affirme que ce magazine a été conçu pour «  fournir une information exacte et opportune, de première main, sur les évolutions économiques, politiques et culturels en Chine, et ses relations avec le reste du monde ». Les principales éditions dans d'autres langues que l’anglais sont en langues française, espagnole, japonaise (1963), indonésienne (1964–66), allemande et arabe (1977), portugaise, etc.